# 関市立上之保小学校
関市立上之保小学校（せきしりつ かみのほしょうがっこう）とは、岐阜県関市にある公立小学校。

## 通学区域
- 関市上之保地区（旧・武儀郡上之保村）が通学区域である。公立中学校の進学先は関市立津保川中学校である[1]。

## 沿革
- 1873年（明治6年）1月15日 - 進斎義校が開校。
- 1874年（明治7年） - 公立宮脇学校に改称する
- 1877年（明治10年） - 宮脇小学校に改称する。
- 1883年（明治16年） - 明ヶ島学校と船山学校を統合。
- 1884年（明治17年） - 明ヶ島分教場、船山分教場を設置。
- 1886年（明治19年） - 宮脇簡易小学校に改称する。明ヶ島分教場が明ヶ島簡易科小学校、船山分教場が船山簡易科小学校として独立。
- 1893年（明治26年） - 宮脇尋常小学校に改称する。
- 1898年（明治31年） - 宮脇尋常小学校が宮川尋常小学校に改称する。現在の上之保小学校の場所に移転。
- 1908年（明治41年） - 明ヶ島尋常小学校、船山尋常小学校を統合。同時に上之保第一尋常小学校に改称する。明ヶ島分教場、船山分教場を設置。
- 1909年（明治42年） - 農業補習学校を併置する。
- 1910年（明治43年）4月21日 - 上之保第一尋常高等小学校に改称。
- 1911年（明治44年）9月7日 - 宮川尋常高等小学校に改称。明ヶ島分教場が明ヶ島尋常小学校、船山分教場が船山尋常小学校として独立。
- 1913年（大正2年） - 校舎を増築する。
- 1923年（大正12年） - 児童数増加のため、益田郡菅田町の菅田尋常高等小学校の旧校舎を移築し、教室を増やす。
- 1930年（昭和5年）7月 - 青年学校校舎が完成。
- 1941年（昭和16年）4月1日 - 宮川国民学校に改称する。
- 1945年（昭和20年）2月 - 校舎の一部が川崎航空機の倉庫として使用されるため、初等科は2部授業となる（12月まで）。
- 1947年（昭和22年）
  - 4月1日 - 上之保村立宮川小学校に改称する。
  - 8月 - 校舎を改修する。
- 1959年（昭和34年）4月 - 新校舎（木造2階建）が完成。
- 1964年（昭和39年） - 理科教室が完成。
- 1967年（昭和42年）4月 - 明ヶ島小学校、船山小学校を統合。同時に上之保村立上之保小学校に改称する。明ヶ島分教室を設置。
- 1968年（昭和43年）
  - 2月 - 校舎（鉄筋コンクリート造2階建）が完成。
  - 3月 - 明ヶ島分教室を廃止。
- 1988年（昭和63年） - 上之保小学校の新校舎（木造）完成[注釈 1]。
- 1993年（平成5年） - 鉄筋コンクリート造校舎を改修し、木質化。
- 2003年（平成15年）3月 - 上之保東小学校を統合する。
- 2005年（平成17年）2月7日 - 上之保村が関市に編入される。同時に関市立上之保小学校に改称する。

## 義務教育学校の計画
- 児童数及び生徒数の減少、小規模校の適正化のため、津保川中学校、武儀小学校、上之保小学校を統合し、2026年度以降に義務教育学校にする計画である。